# Коруња
Коруња (гал. A Coruña; шп. La Coruña) град је на северозападу Шпаније, који се налази на обалама Атлантског океана у аутономној заједници Галисији и главни је град истоимене покрајине Коруње.
Коруња има 249.964 становника и други је највећи град у Галицији после Вига. Њена густина насељености (6471,32 hab/km²) је највећа у Галисији и једна од најгушће насељених у Шпанији.
Клима у Коруњи је океанска са благим температурама током целе године.

## Географија
Коруња обухвата површину од 36,8 km2 и има 243.349 становника (по попису од 2006).

### Клима
Град је директно смештен на Атлантском океану и у њему је изражена блага клима.
| Клима (Коруња)             | Клима (Коруња) | Клима (Коруња) | Клима (Коруња) | Клима (Коруња) | Клима (Коруња) | Клима (Коруња) | Клима (Коруња) | Клима (Коруња) | Клима (Коруња) | Клима (Коруња) | Клима (Коруња) | Клима (Коруња) | Клима (Коруња) |
| Показатељ \ Месец          | .Јан.          | .Феб.          | .Мар.          | .Апр.          | .Мај.          | .Јун.          | .Јул.          | .Авг.          | .Сеп.          | .Окт.          | .Нов.          | .Дец.          | .Год.          |
| -------------------------- | -------------- | -------------- | -------------- | -------------- | -------------- | -------------- | -------------- | -------------- | -------------- | -------------- | -------------- | -------------- | -------------- |
| Средњи максимум, °C (°F)   | 13,1 (55,6)    | 13,7 (56,7)    | 14,9 (58,8)    | 15,5 (59,9)    | 17,4 (63,3)    | 19,8 (67,6)    | 21,8 (71,2)    | 22,5 (72,5)    | 21,5 (70,7)    | 18,7 (65,7)    | 15,8 (60,4)    | 14,0 (57,2)    | 17,4 (63,3)    |
| Средњи минимум, °C (°F)    | 7,6 (45,7)     | 8,0 (46,4)     | 8,6 (47,5)     | 9,4 (48,9)     | 11,4 (52,5)    | 13,7 (56,7)    | 15,6 (60,1)    | 16,0 (60,8)    | 14,8 (58,6)    | 12,6 (54,7)    | 10,3 (50,5)    | 8,9 (48)       | 11,4 (52,5)    |
| Количина падавина, mm (in) | 128 (50,4)     | 102 (40,2)     | 79 (31,1)      | 85 (33,5)      | 80 (31,5)      | 42 (16,5)      | 30 (11,8)      | 35 (13,8)      | 68 (26,8)      | 110 (43,3)     | 114 (44,9)     | 135 (53,1)     | 1,008 (396,9)  |
| [ тражи се извор ]         |                |                |                |                |                |                |                |                |                |                |                |                |                |

## Историја

### Римски и преримски период
Коруња је древни град који је, према народним веровањима, основао Херкул. Келти, Феничани и Римљани су окупирали његову луку. Римљани су стигли у Галицију у 2. веку пре нове ере углавном због економских циљева, јер је ова зона била веома богата минералима. Јулије Цезар је 62. п. н. е. дошао у град, у то време познат као и Бригантиум и наишао на становништво састављено од рибара који живе у примитивним и тешким условима. Због свог стратешког положаја, град је убрзо постао важан за прекоморску трговину, што и показује изградња светионика у 2. веку нове ере. Утицај Римљана био је веома значајан и утицао је на све области живота од језика до културе и религије.

### Период под Маварима
Након пада Римског царства, ово мало насеље ће пасти под сукцесивну визиготску владавину. Међутим, арапска инвазија Иберијског полуострва 711. године једва да је имала утицаја у овој области, која ће за мање од једног века, након доласка Арапа, постати део хришћанског краљевства Астурије. Бермудо II (шп. Bermudo II) додељује компостелској цркви власт над Круниом (шп. Crunia) и над острвом Фаро (шп. La Isla de Faro) (острво на коме се налазила Херкулова кула), али између деветог и десетог века, периодични напади Викиншке флоте довели су до смањивања становништва које одлучује да се настани у области Бетанзос (шп. Betanzos), једној сигурнијој и заштићенијој области.
Тек 1208. године, на захтев краља Леона, Алфонса IX (шп. Аlfonso IX), град је поново насељен старим становништвом и настањен на територији Старог града. На тај начин Коруња постаје енклава која одговара директно цару, без обавезе да се правда свештеницима или феудалцима који су у својим рукама имали остатак галицијске територије.
Деценијама касније, његов наследник Алфонсо X (шп. Аlfonso X) доделио је Коруњи право да тргује и продаје со без плаћања икаквих пореза, што ће довести до великог економског просперитета овог града.
За време владавине Енрикеа III, крајем 14. века изграђени су зидови који су штитили и чували Стари град. Неки остаци су сачувани, као што су троја врата која су отварала град ка мору, а поред тога и једно утврђење познато као “Старо утврђење”, које је у ствари данашњи Парк Свети Карлос (шп. Parque de San Carlos).
Већ у 15. веку, тачније 1446. године, Хуан II, доделио је титулу града Коруњи.

### Модерно доба

#### 17. век
Између седамнаестог и осамнаестог века, континуирани ратови шпанске монархије, све већа повећања пореза као и регрутације становништва довеле су град до стања рецесије.
Краљица Елизабета I од Енглеске (енгл. Queen Elizabeth I of England), осећала је дубоко непријатељство према Филипу II (шп. Felipe II), а то је водило до низа војних спорова. Јула 1588. године Непобедива армада (шп. Armada Invencible) напустила је луку Коруње и упутила се ка Ламаншу (шп. Canal de la Mancha) где је наишла на неочекиване катастрофе и проблеме који су је зауставили на путу ка Енглеској. Годину дана касније, 1589. Краљица Енглеске послала је флоту којом је командовао адмирал Френсис Дрејк (енгл. Francis Drake). Град се бранио од освајача, а на челу војске налазила се хероина Марија Пита (шп. María Pita), која је успела да задржи удар освајача.
Дакле, након спаљивања манастира „Санто Доминго“, округа „Санто Томас“ и „Рибарске зоне“, Британци су се повукли.
У овом периоду дошло је до премештања Краљевске аудијенције из Сантјага де Компостеле (шп. Santiago de Compostela), у Коруњу.

#### 18. век
Током Рата за шпанско наслеђе, град је поново почео да трпи све веће порезе и отпуштање становништва. Рат је завршен 1716. године, након чега почиње економски опоравак које доноси повећање производње и извозних активности каталонских буржоаских предузетника.
Током владавине Карлоса III, завршено је разбијање монопола Кадиза као јединог града са дозволом за трговину са колонијама у Америци. Тринаест лука, укључујући и луку Коруње, имале су велике користи од такве трговине. У том периоду, град бриљира економски, развија се и повећава, а сам краљ је наредио изградњу зида рибе.
У овом веку, отварањем Краљевске фабрике дувана (шп. Real Fábrica de Tabacos) и Краљевске фабрике шешира (шп. Real Sombrerería de La Coruña), започете су прве индустријске активности у Коруњи.

#### Рат за независност
У првој половини 19. века град доживљава значајан пораст становништва, од 12.000 у почетку развоја до око 20.000 1850. године.
Током Наполеонове инвазије у мају 1808. године, град је, од самог почетка, пружао отпор француској окупацији, а људе је предводио Синфориано Лопез (шп. Sinforiano Lopez).
Патриотски устанак почео је 30. маја, када је народ, бесан и разјарен након што је чуо вести о општем устанку, које су стигле из суседних покрајина, захтевао да се шпанска застава истакне и тиме покаже отпор и жеља за борбом народа против Наполеона.
Капетан Дон Антонио Филангиери (шп. Antonio Filangieri), представник окупатора, покушао је да постигне некакав договор са народом, са патриотама, али они су кренули ка његовој палати. Разговарајући са представницима народа Филангиери је попустио њиховом притиску и на крају побегао кроз споредна врата палате да би коначно уточиште нашао у манастиру Санто Доминго, у близини Капитанијана.
Као и у другим већим и важнијим градовима у Шпанији, формиран је Одбор за одбрану (шп. Junta de Defensa), који је радио на страни народа у рату са Французима.

#### Последњи дани 19. века
У касном деветнаестом веку почеле су да се отварају и развијају нове фирме и банке, а то је послужило као основа за стварање модерног града. У то време, фигуре попут Емилије Пардо Басан (шп. Emilio Pardo Bazán) или Аурелијано Линарес Ривас (шп. Aureliano Linares Rivas) доносе престиж граду и обезбеђују значајне финансијске донације у тешким временима за становништво Коруње.
После губитка последњих шпанских колонија у иностранству 1898. године, многи људи који су створили богатство на Карибима, и који су нама познатији као „Индијанци“, вратили су се са својим новцем и жељом да створе и прикажу један херојски град какви су градови Хавана (шп. La Habana) и Сантјаго де Куба (шп. Santiago de Cuba).

#### Грађански рат
Године 1936. у Шпанији избија Грађански рат (шп. Guerra Civil), а команданти војске који подржавају војни удар одмах преузимају контролу над градом. Од тог тренутка па после крваве репресије током које је било много погубљења у Области пацова, о чему постоје писани докази, Коруња престаје да буде седиште савеза републиканаца. Војни гувернер и капетан пребачени су у Ферол (шп. Ferol), где ће бити погубљени због одбијања да се придруже побуњеницима.

### Садашњост
Коруња је последњих година изузетно напредовала следећи пројекте о инфраструктури и развоју града. Посебно се развијао у области саобраћаја, културе, спорта и разоноде. Велики напори су уложени како би се обала града (плажа и шеталиште) уредила. Коруња поседује традиционални карактер, који је већ вековима трговачки, лучки и туристички град, што се пренело и у 21. век. Што се тиче науке 1983. године основана је институција Кућа Наука која је од великог значаја. Овој институцији припадају планетаријум, Кућа људи, као и акваријум.

## Економија
Коруња је данас најбогатији град у Галицији. Било је разних промена у структури града у последњих неколико деценија. То сада дели неке административне функције са оближњим градом Ферол (шп. Ferrol). Компаније су се развиле, посебно у секторима као што су финансије, комуникације, планирања, продаје, производње. Године 1975. компанију одеће Зара (шп. Zara) основао је Амансио Ортега Гаона (шп. Amancio Ortega Gaona) и отворио своју прву продавницу у граду. Од тада је она постала национални и међународни ланац одеће. БДП у Коруњи је у периоду између 1999. и 2001. порастао за 35%, надмашујући Виго (шп. Vigo) који је традиционално економски јачи.
Друга важна предузећа града су Банко Пастор (шп. Banco Pastor), Банко Ећевериа (шп. Banco Etcheverría), најстарија банка у Шпанији, Алкоа (шп. Alcoa), Ла Вос де Галиција (шп. La Voz de Galicia), главни дневни лист из Галисије.
Коруња је такође важан продајни центар. Ел Корте Инглес (шп. El Corte Inglés) је главни ланац робних кућа у Шпанији. Има два центра у граду. Један од њих, у новом комерцијалном подручју Маринеда Сити, отворен је у априлу 2011. И такође укључује биоскопе, клизалишта, куглање... Остали ланци хипермаркета су присутни у граду Алкампо (шп. Alcampo) и Ероски (шп. Eroski).
Током последњих неколико година акценат је стављен на бољи приступ и инфраструктуре, посебно у културним, спортским и научним областима. Након спектакуларног изливања нафте значајна средства су коришћена за опоравак и јачање обале туристичког сектора. Град такође има регионални аеродром.

## Туризам
Туризам у Коруњи је порастао у последњих неколико година до тачке примања 62 крстарења бродом годишње. Две главне плаже Коруње, Орзан (шп. Orzán) и Риазор (шп. Riazor) се налазе у срцу града. Ова локација их чини великом атракцијом за туристе, као и место сусрета за сурфере током већег дела године. Град има и друге плаже као што су Ас Лапас (шп. As Lapaz), Сан Амаро (шп. San Amaro), Оза (шп. Oza) и Матадеро (шп. Matadero).
Важан празник је у ноћи Сан Хуан (шп. San Juan), који се слави уз ватромете, параде, логорске ватре и древне пожаре на свим градским плажама и у зору. Године 2006. по први пут у историји, број туриста је удвостручио број становника града, практично до 500.000. Град има широку мрежу хотела са понудом од преко 3.000 хотелских слободних радних места. Постоји један хотел са пет звездица и једанаест хотела са четири звездице, као и много других хотела и хостела.
Град је такође фокусиран на пословном туризму. У Коруњи је и нови трговински центар Експокоруња (шп. Expocoruña) где се одржавају концерти, изложбе и фестивали попут Сонара (шп. Sónar).

## Становништво
Према процени, у граду је 2008. живело 245.164 становника.

| 1981.   | 1989.   | 1991.   | 2001.   | 2002.   |
| ------- | ------- | ------- | ------- | ------- |
| 231.821 | 246.953 | 246.531 | 236.782 | 236.379 |

## Саобраћај
Коруња располаже добрим како железничким, аутобусним, тако и авионским саобраћајем. Такође, у различитим деловима града, направљене су посебне стазе за бициклисте, ради безбедније рекреације. Постоји и сервис за изнајмљивање бицикала, који је веома популаран и коришћен у Коруњи.
Град се последњих година бавио реновирањем путева и стаза, како у центру, тако и у руралним пределима града. Доста се улагало у обнову превозних средстава, као што су аутобуси и трамваји. Јавни превоз и туризам су умногоме унапређени. Град такође располаже и аеродромом, који је удаљен свега 7 km од центра града. Омогућене су линије ка свим светски градовима и метрополама.

## Грађевине
Ендеса Термик је један од највиших димњака Европе. Овде се налази веома успешан фудбалски клуб Реал Клуб Депортиво де ла Коруња(шп. Real Club Deportivo de la Coruña).

## Култура

### Музеји
У Ла Коруњи постоји неколико музеја:
- Музеј ликовних уметности (шп. El Museo de Bellas Artes), у коме се налазе дела великих шпанских и страних уметника, који су стварали између XV и XVI века. У колекцији се нарочито истичу Рубенсове скице, импресионистичке и религиозне слике.
- Археолошки музеј (шп. El Museo Arqueológico) смештен је у тврђави Свети Антоније (шп. San Antón), а изграђен је 1964. године. Садржи драгоцена дела цивилизације која се везује за период пре X века, и изложбу о животу шпанских војника од времена рата за независност до владавине Алфонса XIII.
- Кућа људског тела (шп. La Casa del Hombre) позната је и као Домус (шп. Domus) и уврстава се у интерактивне музеје и омогућава посетиоцима да, из близине, виде како функционише људско тело.
- Музеј науке (шп. La Casa de las Ciencias) у чијем склопу се налази и Планетаријум.
- Музеј савремене уметности у Коруњи (шп. Museo de Arte Contemporáneo)
- Акваријум Финистере (шп. Aquarium Finisterrae, la Casa de los Peces) у коме се могу видети типичне морске рибе које живе у Атлантском океану, а у склопу овог музеја се налазе фоке и ботаничка башта.
- Музеј свете уметности (шп. El Museo de Arte Sacro) мали је музеј чије је седиште у модерној згради, коју је изградио Мануел Гаљего (шп. Manuel Gallego). Налази се у околини старог града. У њему се налазе интересантни комади сребрног накита из разних школа, епоха и држава.
- Војни музеј (шп. El Museo Militar) садржи макете одбрамбених система града, униформе и оружје шпанске војске од XV века па до данас.
- Кућа-музеј Марија Пита (шп. Casa Museo María Pita)
- Кућа-музеј Пикасо (шп. Casa Museo Picasso) у којој је рођен овај сликар. Ту је провео своје детињство, школовао се и касније израстао у уметника.
- Кућа-музеј Касарес Кирога (шп. Casa Museo Casares Quiroga) који је осмишљен за иницијативне промоције у сећање на Сантјага Касареса Кироге (шп. Santiago Casares Quiroga) и коруњски и галисијски републиканизам.
- Музеј сатова (шп. Museo de los Relojes) смештен је у Градској скупштини (шп. Ayuntamiento de La Coruña).
- Музеј струје (шп. Museo de la electricidad) налази се у истој згради као и Музеј савремене уметности.
- Национални музеј науке и технологије (шп. Museo Nacional de Ciencia y Tecnología de España)
- Музеј Емилије Пардо Басан (шп. Museo de Emilia Pardo Bazán) у коме се налазе радови ове списатељице.
- Кастро де Елвиња (шп. Castro de Elviña) налази се у општини овог града.

### Позоришта
Град Коруња има три позоришта: Позориште Rosalía de Castro је из 19. века и налази се у самом центру града, близу трга Марија Пита (шп. Plaza de María Pita). У овом позоришту одржавају се велики музички наступи и најпрестижније манифестације. Његова сцена обухвата 150m2, док сала има између 628 и 712 седишта.
Друго позориште је Fórum Metropolitano, док је треће позориште, под називом Colón, недавно обновљено.

### Свечаности
Свети Јован (шп. San Juan) једна је од највећих свечаности у Коруњи, одржава се 23. јуна, на дан Светог Јована. Током дана бендови, народне групе и мноштво маскираних људи шета главним улицама града како би подсетили становнике да је почео одмор и да треба купити традиционални букет цвећа који штити од злих душа. Ова свечаност окупља чак и до 100.000 људи на чувеним плажама Риазор и Орзан. Они пале логорске ватре и чекају поноћ да започне чувена свечаност. Овај празник је због великог броја људи који га прослављају и свему што се приређује уочи њега постао Национална туристичка свечаност (шп. Fiesta de Interés Turístico Nacional).
Друга свечаност посвећена је Богородици од Росарија (шп. Nuestra Señora del Rosario) и носи назив по њој. Она се одржава 7. октобра и месни је празник јер представља заштитницу града Коруње.

### Образовање
Образовни систем Коруње чине предшколске установе, основне школе, средње школе, факултети и универзитети. Стопа образовања је на високом нивоу, као и стопа писмених људи. Такође, постоји велики број академија уметности, које су специјализоване за сликање, певање, играње.

#### Универзитет у Коруњи
Универзитет у Коруњи је основан 20. јула, 1989. године. Универзитет је образовна установа која има за циљ едукацију становништва, успостављање и ширење културе и науке, технологије, стручног знања и усавршавања из различитих области. Универзитет у Коруњи веома јасно изражава своју посвећеност истраживању и развоју Галисије, тежи ка успостављању јединственог друштвеног, културног и језичког идентитета.

## Плаже
Коруња има преко два километра дугачку плажу, што је чини идеалним местом за све врсте спортова на води: сурфовање, једрење, роњење, веслање, кану, итд. У ценру града налазе се велелепне плаже које пружају одмор, релаксацију и предиван поглед ка Атлантику, а то су плажа Понтеведра (шп. Pontevedra), плажа Риазор (шп. Riazor), дуга 610 m, Орзан (шп. Orzán) и плажа Матадеро (шп. Matadero), са својих 780 m дужине.
Дуж шеталишта Маритимо (шп. Marítimo), у подножју торња Херкулеc (шп. Torre de Hércules), налази се плажа Ас Лапас (шп. Аs Lapas), дугачка 70 m. У Адормидерасу (шп. Adormideras) се налази плажа Сан Амаро (шп. San Amaro) дуга 100 m и на изласку из града, у близини Ос Кастроса (шп. Os Castros), налази се Оза (шп. Oza) исте дужине.

## Паркови и баште
Коруња нуди лепе паркове, баште и мале тргове за размишљање, шетњу, спортске активности, учење или, једноставно, за опуштање на свежем ваздуху. Међу најпознатијима су:
- Башта Мендез Нуњез (шп. Méndez Núñez) је богата многим врстама дрвећа и других биљака и украшавају је славни галицијски споменици.
- У башти Сан Карлос (шп. San Carlos) налази се гроб Џона Мура (шп. Sir John Moore), пораженог и смртно рањеног британског генерала у бици за Коруњу.
- Парк Бенс (шп. Еl parque Bens), иако далеко од центра града, највећа је зелена површина у Коруњи. Изграђен је 2001. године на земљишту на ком се раније налазила стара депонија Бенса. Овај парк има одличан поглед на град и на обале општина Артеијо, Карбаљо и Малпика. Чини је и пространа зелена површина са планинским стазама и игралиштем.

- Парк Сан Педро (шп. San Pedro) један је од најопремљенијих паркова у граду. Иако ближе центру града, налази се на врху планине Сан Педро. Парк има одличан поглед на град, ресторан-бар, малу ботаничку башту, античке топове обновљене и претворене у туристичку атракцију и лифт сферног облика за 25 људи, који вози од врха парка до шеталишта и обрнуто.
- Парк Санта Маргарита (шп. Santa Margarita) смештен је у центру града. Има неколико игралишта за децу и одрасле, што га чини идеалним местом за рекреацију и због тога током целе године привлачи велики број туриста. У срцу овог парка је чувени Музеј науке и његов планетаријум. На улазу, у североисточном делу парка, налази се Палата Опера.
- Парк Европа (шп. Europa) отворен је 1994. године. Ова зелена површина је популарна као излетиште. Ту се налази зграда Метрополитен форума, културног простора опремљеног општинском библиотеком, друштвеним центром, биоскопом и Омладинским информативним центром.
- Парк Сан Дијего (шп. San Diego) отворен је 2001. године и налази се у близини парка Европа (шп. Europa). Опремљен је бициклистичком стазом која води до плаже Оза и ту се налазе главни спортски објекти (теретана, базени) који су у општинском власништву.

## Познате личности рођене у Коруњи
- Салвадор де Мадаријага (1886—1978) дипломата и писац
- Фернандо Реј (1917—1994), глумац
- Марија Касарес (1922—1996), француска глумица
- Емилио Перез Тоурињо (рођен 1948), привредни научник и политичар
- Луис Суарез (рођен 1935), фудбалер

## Спорт

### Фудбал
Најважнија и најпопуларнија спортска екипа у граду је ФК Депортиво ла Коруња (шп. Deportivo de la Coruña) који је основан 1906. године. У својим рукама има шест освојених титула, једну титулу шампиона Прве лиге (шп. Primera división), два Купа Краља (шп. Copa del Rey) и 3 супер купа Шпаније (шп. Supercopa de España).
Пет узастопних сезона овај тим је учествовао у Лиги Шампиона (енгл. Champions League), а једном приликом стигао и до полуфинала. 
Један је од ретких тимова који су освојили Прву лигу, уз Реал Мадрид, ФК Барселона, ФК Севиља, Бетис, Реал Сосиједад, Атлетик Билбао, Валенсију и Атлетико Мадрид.
Најзначајнији фудбалски догађаји одржавају се на стадиону Риасор (шп. Estadio de Riazor), који представља дом овог клуба.

### Хокеј
Још један веома важан тим у Коруњи је хокејашки клуб Лисео(шп. Hockey Club Liceo de La Coruña) који има 15 државних титула (6 државних купова и 9 купова Краља) и 20 међународних титула од којих су најважније титуле освојене на европском купу.

## Галерија
- обала
- споменик и торањ Херкулес
- куће на обали

## Градови побратими
- Лимерик
- Брест